# Zespół szczękościsk-pseudokamptodaktylia
Zespół szczękościsk-pseudokamptodaktylia (zespół Holandia-Kentucky, zespół Hechta, ang. trismus pseudocamptodactyly syndrome, Dutch-Kentucky syndrome) – stosunkowo rzadki zespół wad wrodzonych. Chorobę opisali Hecht i Beals oraz Wilson et al. w 1969 roku. Termin „zespołu Holandia-Kentucky” (ang. Dutch-Kentucky syndrome) wprowadził Mabry et al., ponieważ najwcześniej opisana w piśmiennictwie pacjentka była młodą Holenderką, która wyemigrowała do Stanów Zjednoczonych wkrótce po Rewolucji amerykańskiej.
Przyczyną choroby są mutacje w genie MYH8 w locus 17p13.1 kodującym łańcuch ciężki miozyny. Dziedziczenie jest autosomalne dominujące, o zmiennej ekspresji. Częstszy jest u kobiet.

## Objawy i przebieg
Na obraz zespołu składają się:
- niski wzrost (3.-25. percentyl)
- cechy dysmorficzne twarzy (mikrognacja, szczękościsk)
- trudności w karmieniu
- dysfagia
- powiększony wyrostek dziobiasty żuchwy
- zwichnięcie w stawie biodrowym
- krótki mięsień brzuchaty łydki
- pseudosyndaktylia
- zgięcie palców przy grzbietowym zgięciu dłoni (pseudokamptodaktylia)
- stopa końsko-szpotawa.